# Affonso Gama e Costa Mac-Dowell
Affonso Gama e Costa Mac-Dowell (Belém, Pará, 13 de agosto de 1881 – Rio de Janeiro, 13 de abril de 1958) foi um médico brasileiro.
Filho de Samuel Wallace MacDowell, foi eleito membro da Academia Nacional de Medicina em 1916, ocupando a Cadeira 11, que tem Antônio Austregésilo como patrono.